# Jacques Dupin
Jacques Dupin (ur. 4 marca 1927 w Privas, zm. 27 października 2012 w Paryżu) – poeta francuski. Pisze także eseje o sztuce współczesnej, m.in. o twórczości Alberto Giacomettiego.
Jego wiersze ukazały się w kwartalniku Kresy, nr 2-3 (42-43) 2000 w przekładzie Aleksandry Olędzkiej-Frybesowej. Tekst Rysunek Giacomettiego ukazał się w Kwartalniku Artystycznym, nr 2-3/2003 (38-39).